# Согласованная на глобальном уровне система классификации и маркировки химических веществ
Согласованная на глобальном уровне система классификации опасности и маркировки химической продукции (СГС, англ. GHS) — это система классификации и маркировки химических веществ и смесей, созданная ООН с целью приведения к единому стандарту критериев оценки опасности веществ, используемых в разных странах, а также систем маркировки и сообщений об опасности. Первая версия данной системы была опубликована в 2003 году, с тех пор обновление происходит каждые 2 года. В 2023 году была принята десятая пересмотренная редакция СГС.

## История
Производство и использование химических веществ важно для каждой экономики мира. Однако, использование некоторых химикатов сопряжено с их вредным воздействием на здоровье человека и окружающую среду. Для информирования об опасных свойствах веществ многие страны разработали собственные системы классификации и маркировки, предназначенные для безопасного производства, перевозки, обращения и утилизации этих веществ. Эти системы носили локальный характер и не были совместимыми друг с другом. Например, высшую степень острой токсичности при пероральном введении получали вещества:
- с ЛД50 менее 50 мг/кг по системе Американского национального института стандартов (ANSI);
- менее 25 мг/кг по европейским нормам;
- менее 5 мг/кг по системе NFPA;
- менее 1 мг/кг по нормам Мексики[2].

По этой причине пояснения и этикетки иногда наносились по нескольким системам одновременно. Производители и поставщики, участвующие в международной торговле, также были вынуждены маркировать и классифицировать вещества в соответствии с несколькими системами в зависимости от того, с какой страной они торгуют.
Работа над согласованием системы маркировки и классификации веществ и смесей была начата в 1992 году на конференции ООН по устойчивому развитию (Рио-де-Жанейро), на которой были принят ключевой документ — повестка дня на XXI век, предоставляющий международный мандат на работу по согласованию системы.

«Согласованная на глобальном уровне классификация и совместимая система маркировки, включающая сертификаты безопасности материалов и легко понятные символы, должны быть доступны, если возможно, к 2000 году.»
Оригинальный текст (англ.)«A globally harmonized hazard classification and compatible labelling system, including material safety data sheets and easily understandable symbols, should be available, if feasible, by the year 2000.»
— Повестка дня на XXI век, часть 19
В 2002 году конференция ООН в Йоханнесбурге рекомендовала странам-участникам ввести систему СГС как можно быстрее и обеспечить её полное функционирование к 2008 году. В этом же году была принята и первая версия системы СГС, которая затем обновлялась каждые два года. Актуальной на данный момент является четвёртая редакция системы СГС, принятая на пятой сессии Комитета экспертов 10 декабря 2010 года.
В 2008 году по решению Европарламента и Европейского совета было утверждено Урегулирование классификации, маркировки и упаковки веществ и смесей, отменяющее правила, принятые в Директиве 67/548/EEC «О сближении законодательных, регламентарных и административных положений, касающихся классификации, упаковки и маркировки опасных веществ» и Директиве по опасным смесям (1999/45/EC), и вводящее в действие согласованную систему с 20 января 2009 года. В соответствии с этим решением постепенный переход на новую систему планировали реализовать до 1 июня 2015 года, когда предыдущие директивы будут окончательно отменены.

## Элементы системы

### Классификация веществ по опасности
СГС позволяет провести классификацию веществ по факторам опасности, основанную на известных данных об опасных свойствах химических веществ и смесей. В сложных случаях учитываются надёжные эпидемиологические данные и данные о действии веществ на людей, а в случае смесей, для которых достоверные данные испытаний могут отсутствовать, применяется метод интерполяции свойств компонентов этих смесей. Одной из целей системы является обеспечение её прозрачности и простоты восприятия, в частности, предполагается возможность самостоятельной классификации химических веществ. Для облегчения этой задачи для некоторых критериев опасности приводятся блок-схемы принятия решений по классификации. В целом, опасности подразделяются на физические опасности, опасности для здоровья человека и опасности для окружающей среды.

#### Физические опасности
Система СГС выделяет следующие виды физических опасностей:
- Взрывчатые вещества — это вещества или смеси, способные к химической реакции с выделением газов при такой температуре и таком давлении и с такой скоростью, что это вызывает повреждение окружающих предметов. Пиротехнические вещества также относятся к данной категории, даже если они не выделяют газов.
- Воспламеняющиеся газы — это газы, имеющие диапазон воспламенения с воздухом при температуре 20 °С и нормальном давлении 101,3 кПа.
- Воспламеняющиеся аэрозоли классифицируются как таковые, если хотя бы один компонент в их составе является воспламеняющимся веществом по критериям СГС.
- Окисляющие газы — это газы, способные вызвать воспламенение или поддерживающие горение других материалов в большей степени, чем кислород.
- Газы под давлением — это газы, которые содержатся в сосуде под давлением не ниже 200 кПа при 20 °С, или в форме сжиженного или охлаждённого сжиженного газа. К данной категории относятся сжатые, сжиженные, растворённые и охлаждённые сжиженные газы.
- Воспламеняющиеся жидкости — это жидкости с температурой воспламенения не выше 93 °С.
- Воспламеняющиеся твёрдые вещества — это твёрдые вещества, которые могут легко загореться или явиться причиной возгорания или поддержания горения в результате трения.
- Саморазлагающиеся вещества и смеси — это термически неустойчивые вещества и смеси, способные подвергаться бурному экзотермическому разложению даже без участия кислорода. К данному типу опасности не относят взрывчатые вещества, органические пероксиды и окисляющие вещества, имеющие, согласно СГС, собственные классы опасности.
- Пирофорные жидкости — это жидкости, которые даже в небольших количествах могут воспламениться в течение 5 минут после контакта с воздухом.
- Пирофорные твёрдые вещества — это твёрдые вещества, которые даже в небольших количествах могут воспламениться в течение 5 минут после контакта с воздухом.
- Самонагревающиеся вещества и смеси — это вещества и смеси, способные к самонагреванию при контакте с воздухом без подвода энергии извне. Эти вещества и смеси отличаются от пирофорных веществ тем, что они воспламеняются лишь в больших количествах (килограммы) и лишь через длительные периоды времени (часы, сутки).
- Вещества и смеси, выделяющие воспламеняющиеся газы при контакте с водой — это твёрдые или жидкие вещества и смеси, которые при взаимодействии с водой способны самопроизвольно воспламеняться или выделять воспламеняющиеся газы в опасных количествах.
- Окисляющие жидкости — это жидкость, которая обычно посредством выделения кислорода может вызывать воспламенение или поддерживать горение других материалов и при этом сама не обязательно является горючей.
- Окисляющие твёрдые вещества — это твёрдое вещество, которое обычно посредством выделения кислорода может вызывать воспламенение или поддерживать горение других материалов и при этом само не обязательно является горючим.
- Органические пероксиды — это органические вещества в жидком или твёрдом состоянии, которые содержат пероксидную группу -О-О- и могут рассматриваться в качестве производных пероксида водорода, в котором оба атома водорода замещены органическими радикалами. Органические пероксиды являются термически неустойчивыми веществами, которые могут подвергаться самоускоряющемуся разложению.
- Вещества, вызывающие коррозию металлов — это вещества или смеси, которые могут существенно повредить или даже разрушить металлы в результате химического воздействия.

#### Опасности для здоровья человека
С точки зрения воздействия на организм человека, выделяют следующие 9 видов опасности.
- Острая токсичность определяется вредными последствиями, возникающими после введения в желудок или нанесения на кожу однократной дозы вещества или периодического воздействия вещества в течение 24 часов или с вдыхаемым воздухом в течение 4 часов. Вещества могут быть отнесены к одному из пяти классов острой токсичности в зависимости от значения ЛД50 (перорально, через кожу) или ЛK50 (ингаляция).
- Разъедание/раздражение кожи — нанесение необратимого или обратимого повреждения коже в результате воздействия вещества в течение не более 4 часов.
- Серьёзное повреждение/раздражение глаз является результатом повреждения или изменения тканей глаза в результате контакта вещества с поверхностью глаза. Серьёзное повреждение не является полностью восстанавливаемым в течение 21 дня после воздействия, а раздражение не является восстанавливаемым в течение 1 дня.
- Респираторная или кожная сенсибилизация — повышение чувствительности дыхательных путей либо кожная аллергическая реакция, появляющиеся в результате воздействия вещества.
- Мутагенность зародышевых клеток — повышенная вероятность мутаций в зародышевых клетках с передачей мутаций потомству.
- Канцерогенность — повышение риска появления рака или ускорения его развития. Классификация основана на присущих веществу свойствах и не даёт информации об уровне опасности заболевания человека раком при работе с данным веществом.
- Репродуктивная токсичность — отрицательное воздействие на половую функцию взрослых мужчин и женщин, а также на развитие потомства.
- Избирательная токсичность по отношению к органам.
- Опасность при аспирации — вредное воздействие, вызываемое проникновением вещества в трахею и нижние дыхательные пути.

#### Опасности для окружающей среды
Выделяют два вида опасностей для окружающей среды.
- Опасности для водной среды.
- Опасности для озонового слоя.

### Элементы маркировки
После того, как химическое вещество или смесь классифицированы по критерию опасности, необходимо сообщить о существующих опасностях пользователю. Для этого используются соответствующие элементы маркировки: пиктограммы опасности, сигнальные слова, меры предосторожности (Р-фразы) и краткие характеристики опасности (H-фразы). Информация об опасностях отражается также в Паспорте безопасности химической продукции. Взаимному расположению элементов маркировки на упаковках посвящён отдельный раздел текста СГС. 

#### Пиктограммы опасности
Для обозначения опасности веществ в системе СГС используется 9 пиктограмм, соответствующих физическим опасностям, опасностям для здоровья человека и опасностям для окружающей среды. Они выполнены в виде красного квадрата, поставленного на угол, внутри которого находится символ, обозначающий опасность. При транспортировке используются пиктограммы другого типа, принятые в Типовых правилах ООН по перевозке опасных грузов.

#### Сигнальные слова
Для сообщения об относительном уровне серьёзности опасности применяются сигнальные слова «Опасно» (англ. Danger) и «Осторожно» (англ. Warning).
Слово «Опасно» используется для обозначения более высоких классов опасности, а слово «Осторожно» — для менее серьёзных опасностей. Сигнальное слово может вовсе не использоваться, если опасность вещества достаточно низка.

#### H-фразы и P-фразы
H-фраза, или коды кратких характеристик опасности, представляют собой коды вида Hxyy, в которых зашифрованы сообщения о характере и степени опасности, возникающей при работе с химическими веществами или смесями. Первая цифра в коде обозначает тип опасности, а остальные две служат для последовательной нумерации H-фраз.
P-фразы, или меры предосторожности, означают фразы, представляют собой коды вида Pxyy, в которых зашифрованы сообщения о рекомендуемых мерах, которые необходимо предпринять для сведения к минимуму или предотвращения неблагоприятных последствий, от воздействия того или иного опасного продукта. Первая цифра в коде обозначает тип опасности, а остальные две служат для последовательной нумерации P-фраз.

Например, метанол имеет 5 H-фраз и 5 P-фраз.
| Тип фразы | Фразы                             |
| --------- | --------------------------------- |
| H-фразы   | H225, H301, H311, H331, H370      |
| P-фразы   | P210, P260, P280, P301+P310, P311 |

#### Другие элементы маркировки
Помимо указанных элементов на маркировке должны быть расположены идентификаторы продукта и поставщика. Идентификатором продукта является химическое наименование вещества. В случае смеси идентификатором является перечисление всех компонентов, которые усиливают опасность этой смеси. В тех случаях, когда вещество или смесь поставляются исключительно в производственных целях, идентификатор продукта может находиться не на маркировке, а в сертификате безопасности материала. Под идентификатором поставщика подразумеваются название, адрес и номер телефона изготовителя или поставщика вещества или смеси.

### Паспорт безопасности химической продукции
Паспорт безопасности химической продукции или Паспорт безопасности (ПБ) (англ. Safety Data Sheet (SDS), до 01.06.2015 именовался как Material Safety Data Sheet (MSDS)) играет существенную роль в информировании потребителей об опасности вещества или смеси, об обеспечении безопасности при их хранении, обращении и удалении. Паспорт безопасности предназначен для пользователей на производстве и аварийного персонала и должен учитывать их потребности. В частности, язык документа должен быть прост, не должны использоваться жаргонные выражения, сокращения, акронимы, а также неопределённые и вводящие в заблуждение выражения, например, «может представлять опасность» или «безопасен при большинстве способов применения». В ПБ должна указываться дата его выпуска (а также после проведения пересмотра - дата пересмотра ПБ, с указанием информации в 16 разделе о внесенных изменения относительно предыдущей версии).
Обязанность составления сертификата безопасности материала лежит на производителе продукта, поэтому для одного вещества может существовать несколько Паспортов безопасности . ПБ часто можно найти на веб-сайтах производителей химической продукции, а также в специализированных базах данных .
Паспорт безопасности состоит из 16 разделов:
1. Идентификация
2. Идентификация опасности(ей)
3. Состав/информация о компонентах
4. Меры первой помощи
5. Меры пожаротушения
6. Меры, принимаемые при аварийном выбросе/сбросе
7. Работа с продуктом и его хранение
8. Меры контроля воздействия/индивидуальная защита
9. Физико-химические свойства
10. Устойчивость и реакционная способность
11. Токсикологическая информация
12. Экологическая информация
13. Информация об удалении
14. Транспортная информация
15. Информация о правовом регулировании
16. Прочая информация

## Внедрение СГС
Система СГС не содержит конкретных сроков внедрения, поэтому данный процесс находится на разных стадиях в разных странах. Актуальная информация публикуется на сайте секретариата, ответственного за внедрение.